# Bristol M.1
Bristol M.1 Bullet je bilo britansko enokrilno lovsko letalo prve svetovne vojne.

## Razvoj
Prototip M.1A je skonstruiral Frank Barnwell leta 1916, prvo letalo pa je kot privatni podvig izdelalo podjetje Bristol Aeroplane Corporation. Vojno ministrstvo je naročilo štiri testna letala, ki so jih poimenovali M.1B. Ta letala so bila opremljena s po eno strojnico na levem krilu ter prozornim oknom na desnem, za boljši pregled pilota proti tlom.
Kljub dobrim letalnim sposobnostim (letalo je bilo med 50 in 75 km/h hitrejše od tedanjih nemških letal Fokker E) pa letalo ni prestalo preizkusa zračnega ministrstva za uporabo na zahodni fronti. Uradni razlog za to naj bi bila prevelika pristajalna hitrost za kratke francoske pristajalne steze. Bolj verjetno pa letalo ni prestalo preizkusa, ker je takrat prevladovalo mnenje, da enokrilna letala niso varna.
Kljub temu je ministrstvo 3. avgusta 1917 naročilo dobavo 125. letal, ki so kasneje dobila oznako M.1C in so bila opremljena z radialnim zračno hlajenim motorjem Le Rhône in Vickersovo strojnico, nameščeno na trup pred pilotsko kabino.
M.1, registriran pod oznako G-EAVP je bil predelan in preizkušen za uporabo trivaljnega radialnega zračno hlajenega motorja Bristol Lucifer. To letalo je kasneje dobilo oznako M.1D.

## Operativna zgodovina
Na Bližnjem vzhodu in na Balkanu je v letih 1917−18 delovalo 33 letal tipa 1C, preostala pa so uporabljali v Veliki Britaniji za šolanje novih pilotov.
Šest letal so poslali v Čile kot del poplačila za dve vojni ladji, ki naj bi ju britanci zgradili zanje, a so jih še pred izgradnjo dodelili britanski Kraljevi mornarici. Z enim od teh letal je poročnik Goday 12. decembra 1918 poletel iz Santiaga v Čilu do Mendoze v Argentini in nazaj, kar je bil prvi prelet čez Ande v zgodovini.

## Različice
M.1A
Prototip z motorjem Clerget 110 KM (82 kW).
M.1B
Štirje preizkusni modeli.
M.1C
Serijsko letalo, 125 zgrajenih.
M.1D
Letalo M.1C, opremljeno z motorjem Bristol Lucifer.

## Uporabniki
Čile
- Čilsko vojno letalstvo

 Združeno kraljestvo
- Kraljevi letalski korpus / Kraljevo vojno letalstvo
  - No. 14 Squadron RAF
  - No. 47 Squadron RAF
  - No. 72 Squadron RAF
  - No. 111 Squadron RAF
  - No. 150 Squadron RAF